# 黑吼猴
黑吼猴（學名：Alouatta caraya）是一種吼猴，屬於大型的新世界猴，棲息於阿根廷、玻利維亞、巴西與巴拉圭。黑吼猴與褐吼猴為分布區域最南的吼猴屬物種。雖名為黑吼猴，然而只有成年雄性個體的體色為黑色，而雌性及幼年個體體色則呈現白至偏黃的淡黃褐色；而有些成年雄性個體上有時也會長出紅褐色或淡黃褐色的毛髮。

## 習性

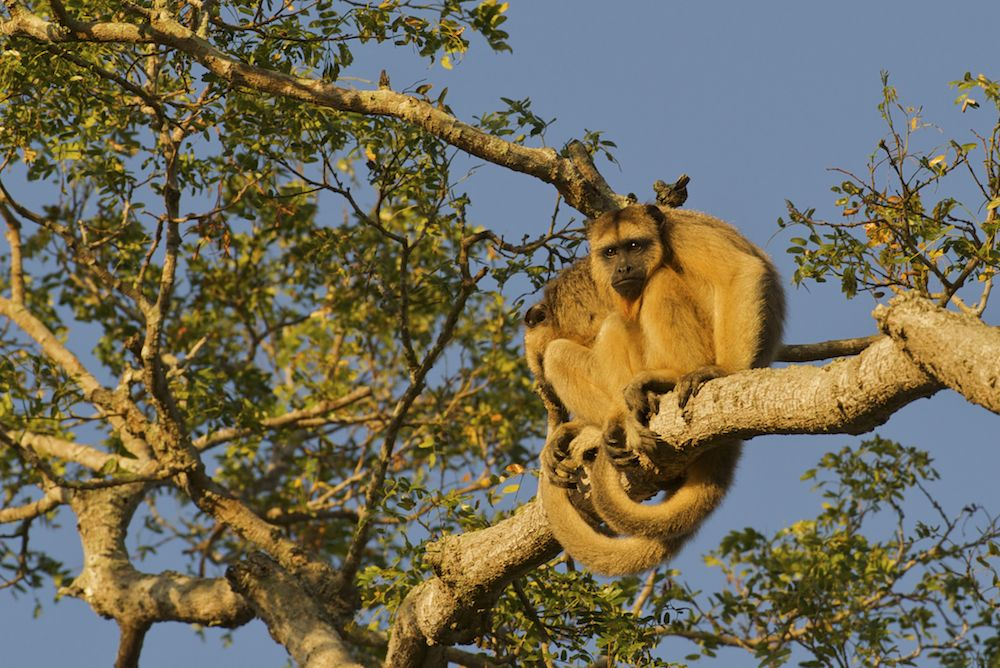
玻利維亞潘特納爾濕地樹梢上的兩頭雌性黑吼猴，牠們透過卷纏尾捲握在樹枝上避免墜落

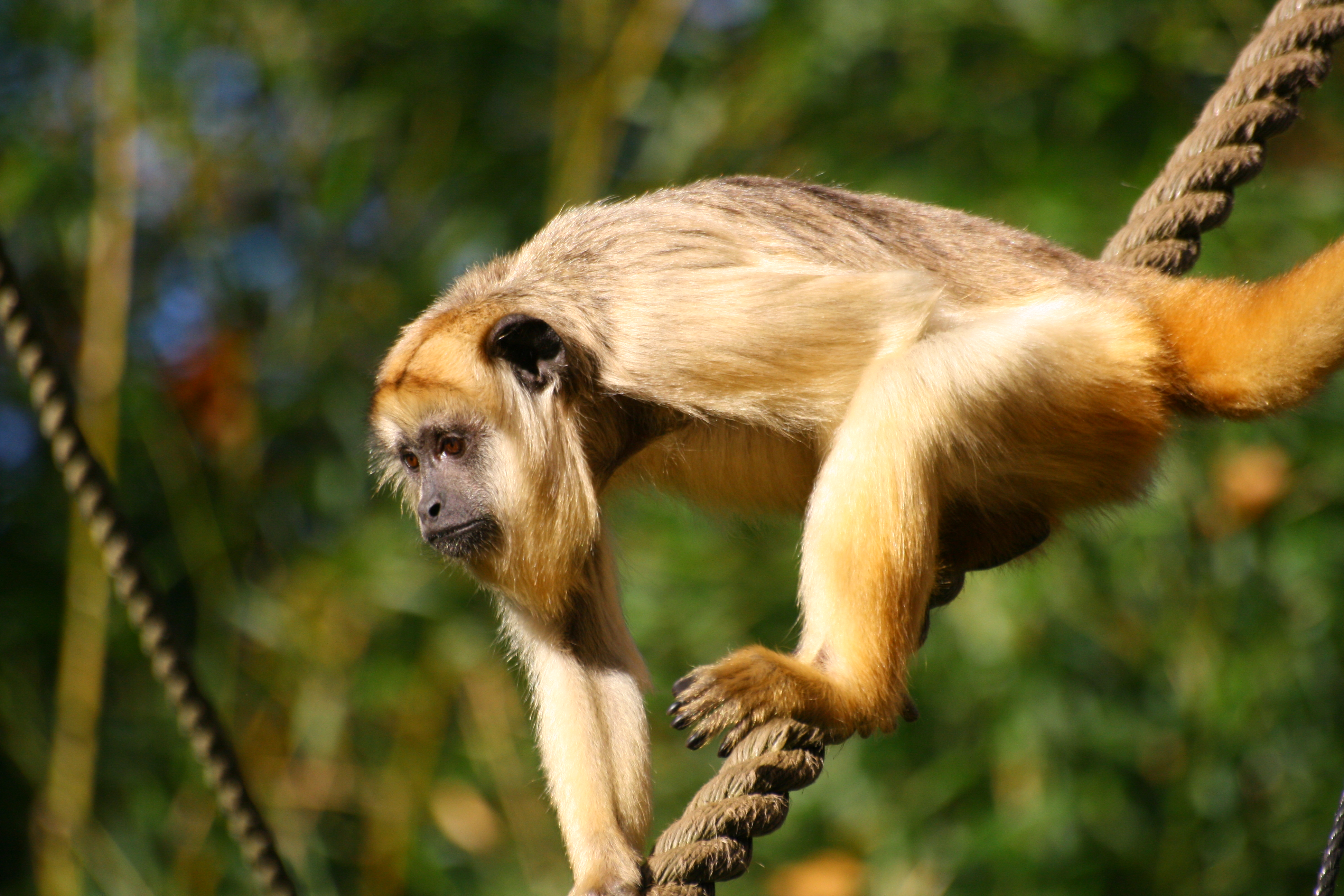
荷蘭阿培浩靈長類公園的雌性黑吼猴

黑吼猴為群居動物，由3~19頭個體組成（多半為7~9頭）。性別比則多為1~3頭雄性比7~9頭雌性，群體間的個體會進行交配繁殖。吼叫多半發生於日出，聲音可於5（3.1英里）外聽到，主要用來宣示位置，避免群落之間的爭鬥。牠們一天70%的時間都在睡覺或休憩，為新世界猴中活動力最差的物種之一。牠們偏好行走與攀爬多過於奔跑與跳躍，其粗壯的捲纏尾時常被稱為第五隻手，可以增加攀爬的靈活度同時也能減少從高處墜落的機率。由於其四肢結構並不適合於地面行動，因此黑吼猴多半待於樹上，僅有在乾枯期需要飲水時才會下到地面。其餘時節，黑吼猴會透過接觸沾了露水的葉片將手沾溼，再舔手藉此獲得水分。黑吼猴年齡可達20歲，野生個體則多半為15歲。

## 棲息與分布地
黑吼猴棲息於阿根廷東北部、玻利維亞東部、巴西東部及南部與巴拉圭的森林，尤其是半落葉林與濱岸林。

## 食性
黑吼猴為食葉動物，主要以葉為食，但也會吃榕屬的果實。

## 與人類的互動
由於黑吼猴溫和的個性，阿根廷的居民會捕捉牠們作為寵物飼養。

## 外部連結
- 黑吼猴照片（页面存档备份，存于）（英文）